# Гриффитс, Терри
Те́рри Гри́ффитс, OBE (англ. Terry Griffiths; 16 октября 1947, Лланелли — 1 декабря 2024, там же) — валлийский бывший профессиональный игрок в снукер. Победитель чемпионата мира 1979 года и 19 других профессиональных соревнований. Является первым победителем чемпионата мира в Крусибле, пробившимся из квалификации. Член Зала славы снукера с 2013 года.

## Любительская карьера
Бывший шахтёр, кондуктор автобуса, почтальон и страховой агент, Терри Гриффитс имел очень долгую любительскую карьеру. Он выиграл национальное любительское первенство в 1975 году, а затем дважды (в 1977 и 1978) побеждал на чемпионате Англии той же версии. В 1978 году Гриффитс перешёл в профессионалы.

## Профессиональная карьера
В своём первом матче в качестве профессионала Терри встретился с англичанином, Рексом Уильямсом, и проиграл тому со счётом 8:9 после лидерства, 8:1. Как бы то ни было, никто не мог себе представить что сотворит валлиец на чемпионате мира 1979 года. В Крусибле Гриффитс после успешного преодоления квалификации выбил из борьбы Перри Манса и Алекса Хиггинса. Далее, в упорном полуфинальном матче Терри победил австралийца Эдди Чарльтона, 19:17. В послематчевом интервью он сам неожиданно для себя осознал, что он сделал, и сказал: «Я же в финале, вы понимаете?!».
В решающем матче валлиец встретился с Деннисом Тейлором, явным фаворитом того матча. Но Гриффитс сенсационно выиграл и сделал это без особой борьбы с финальным отрывом в восемь партий. В том же году Терри в составе сборной Уэльса победил на командном Кубке мира англичан, 14:3, а в декабре стал финалистом чемпионата Британии.
1980 год начался для валлийца великолепно. На турнире Мастерс Терри вновь совершил сенсацию, когда победил Хиггинса в финале, 9:5. Тот матч на Уэмбли вживую смотрели 2323 зрителей. Но сама неожиданность была не в том, что валлиец победил столь сильного соперника, а в том, что это был его дебютный Мастерс. Гриффитс стал первым и единственным, кто сумел выиграть такой престижный турнир с первой попытки, пока в 2007 году этот рекорд не повторил Марк Селби. Терри вскоре выиграл и Benson and Hedges Irish Masters, также впервые на нём появившись. Перед его вторым чемпионатом мира уже сложно было представить, что Гриффитс проиграет на ранней стадии. Но тем не менее это случилось, когда он уступил новичку, Стиву Дэвису, 10:13, в первом же матче («проклятие Крусибла»).
Но Гриффитсу удалось показать хорошую игру в следующем сезоне: тогда он успешно защитил титул чемпиона на Irish Masters и во второй раз подряд со своей сборной выиграл Кубок Мира. И хотя Терри опять проиграл Дэвису на первенстве мира, он гарантировал себе место в пятёрке сильнейших в официальном рейтинге.
В сезоне 1981/82 Гриффитс во второй раз достиг финала чемпионата Великобритании, однако там без шансов проиграл Дэвису, 3:16. Интересно, что именно с этого финала началось почти полугодовое противостояние Терри и Стива за выигрыш титулов. Гриффитсу удалось завоевать титулы Lada Classic 1982 года и снова Irish Masters (выиграв его, Гриффитс стал первым, кто трижды подряд побеждал на одном и том же соревновании). В обоих турнирах его противником был Дэвис. Неудивительно, что когда на первенстве мира 1982 года Дэвис неожиданно оступился в первом же раунде, Терри сразу стал главным претендентом на победу. Но на сей раз он не смог оправдать это доверие и сам вылетел из чемпионата в стартовом матче, проиграв Вилли Торну.
Хотя с тех пор Гриффитсу ни разу больше не покорялся рейтинговый турнир, он выиграл множество мелких пригласительных соревнований, среди которых были Malaysian Masters 1984 год, Singapore Masters того же года; Hong Kong Masters 1985 года и Belgian Classic 1986 года.
В конце 1982 года валлиец всё-таки победил на чемпионате Британии, в финале буквально вырвав титул у Алекса Хиггинса, 16:15. Он также стал победителем на Pot Black Cup-1984 и Welsh Professional Championship 1985, 1986 и 1988. Однако самым большим достижением Гриффитса с начала 1980-х годов стал его второй финал на чемпионате мира в 1988 году, когда он столкнулся со своим извечным соперником, Стивом Дэвисом. Но здесь Дэвис оказался на голову сильнее валлийца и праздновал победу со счётом 18:11.
В 1986 году в компании Стива Дэвиса, Тони Мео, Денниса Тейлора, Вилли Торна, а также промоутера, Бэрри Хирна, принял участие в создании клипа «Snooker Loopy», шуточной песенке про снукер, с группой Chas & Dave.
- Видео «Snooker Loopy»

В начале 1990-х годов Гриффитсу было сложнее выигрывать, причиной чему являлся большой наплыв новых, перспективных снукеристов. Однако, он ещё раз заставил обратить на себя внимание, когда в 1992 году вышел в полуфинал ЧМ и только там проиграл Стивену Хендри, 4:16. Тем не менее, он решил уйти из мэйн-тура в 1996 году, хотя сыграл свой последний чемпионат в 1997 году. Тогда он проиграл Марку Уильямсу в решающей партии. Это означало, что валлиец сыграл в общем 999 фреймов в Крусибле.

## Тренерская карьера
Терри Гриффитс по праву считается лучшим снукерным тренером. За свои заслуги как игрока и тренера в 2007 году Терри наградили почётным статусом OBE (2-я, офицерская степень ордена). Благодаря ему в мэйн-туре появились такие знаменитые игроки, как Марк Уильямс, Марко Фу, Марк Аллен, Джо Пэрри и Алистер Картер. А в прошлом Гриффитс также помогал Стивену Хендри и Стивену Магуайру. Кроме тренерской деятельности, он также комментировал снукерные матчи на канале BBC.

### Смерть
Гриффитс умер после борьбы с деменцией 1 декабря 2024 года в возрасте 77 лет.

## Стиль игры
Гриффитс с самого начала и до завершения своей карьеры исповедовал осторожный и медленный снукер. Он всегда серьёзно и основательно готовился к ударам любой сложности, что, возможно, и привело его к таким успехам в карьере.

## Достижения в карьере
- Чемпионат мира победитель — 1979
- Чемпионат мира финалист — 1988
- Чемпионат Великобритании победитель — 1982 (до 1984 не был рейтинговым турниром)
- Benson & Hedges Masters чемпион — 1980
- Irish Masters чемпион — 1980—1982
- Welsh Professional Championship победитель — 1985—1986, 1988
- World Cup чемпион (в составе команды Уэльса) — 1979—1980
- Pontins Professional победитель — 1981, 1985, 1986
- Lada Classic чемпион — 1982
- Pot Black Cup чемпион — 1984
- Belgian Classic (пригласительный турнир) чемпион — 1986
- Hong Kong Masters (пригласительный турнир) чемпион — 1985
- Malaysian Masters (пригласительный турнир) чемпион — 1984
- Singapore Masters (пригласительный турнир) чемпион — 1984
- Чемпионат мира по артистическому снукеру победитель — 1992, 1994